# Lingua maricopa
La lingua maricopa o lingua piipaash è parlata dai nativi americani Maricopa in due riserve in Arizona: la Salt River Pima-Maricopa Indian Community e la Gila River Indian Community. La maggior parte di coloro che ancora la parlano vivono a Maricopa Colony. L'UNESCO la considera una lingua seriamente minacciata.
Nonostante i Maricopa oggi vivano tra i Pima, la loro lingua non è assolutamente correlata. Essa appartiene alla famiglia delle lingue yumane, collegata ad altre lingue come mohave, cocopah, havasupai, yavapai e kumeyaay, mentre i Pima parlano un dialetto delle lingue uto-azteche.
Secondo Ethnologue, nella riserva dei Maricopa si sta verificando una deriva linguistica: "La generazione in età fertile è capace di usare la lingua tra coetanei, ma la stessa non viene trasmessa ai bambini". A Salt River, è quasi estinta: "Gli unici utenti rimasti sono membri della generazione dei nonni o anziani che hanno poche opportunità di usare la lingua.
Ci sono circa 100 persone che parlano la lingua su una popolazione etnica di 800 persone. Il dipartimento delle risorse culturali di Salt River stima che nella comunità di Salt River ci siano circa 15 parlanti nativi fluenti. Ce ne sono molti altri con vari gradi di scioltezza, compresi molti che possono capire ma non parlare la lingua maricopa.
Gli attuali Maricopa sono in realtà una fusione di cinque gruppi etnici distinti ma collegati, con dialetti diversi. Ora esistono due popolazioni che parlano dialetti della lingua maricopa, Piipaash e Xalychidom. La maggior parte dei Piipaash risiedono nella colonia di Maricopa nella comunità indiana del fiume Gila, e la maggior parte degli Xalychidom a Salt River. Tuttavia, tutte le differenze dialettali rimanenti sono abbastanza ridotte. Lo xalychidom è un dialetto parlato dall'anticamente distinto popolo Xalychidom.
Esiste un programma di rivitalizzazione linguistica a Salt River, il programma O'odham Piipaash Language, che offre lezioni di immersione, lezioni di arti culturali basate sulla lingua, attività sociali basate sulla lingua e assistenza con traduzione, informazione culturale e apprendimento delle lingue.